# Antiguo alfabeto turco

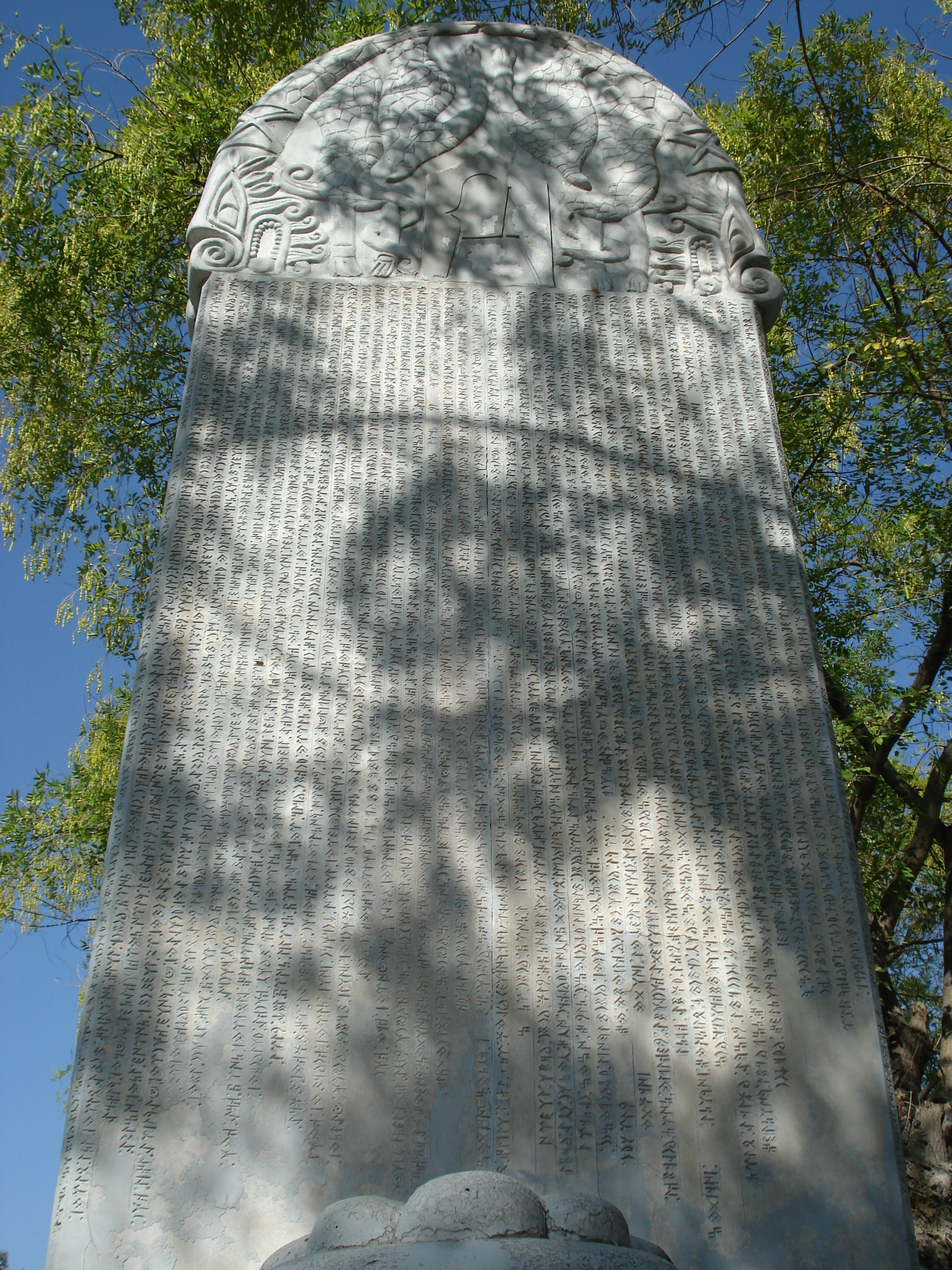
Copia de las inscripciones de Orjón en Ankara, Turquía.

Transcripción de parte de la inscripción de Bilge Kağan (líneas 36-40).

El antiguo alfabeto turco (también conocido como alfabeto Köktürk, escritura de Orjón, escritura Orjón-Yeniséi) es el alfabeto utilizado por los köktürks y otros de los primeros turcos kanatos durante los siglos VIII y X para registrar la antigua lengua turca.
La secuencia de códigos lleva el nombre del Valle del Orjón en Mongolia, donde las inscripciones de principios del siglo VIII fueron descubiertas por Nikolái Yádrintsev en una expedición de 1889. Estas inscripciones de Orjón fueron publicadas por Vasili Rádlov y descifradas por el filólogo danés Vilhelm Thomsen en 1893.
Este sistema de escritura se usó más tarde en el Kaganato uigur. Adicionalmente, en la zona del río Yeniséi se conocen variantes a partir del siglo IX: las inscripciones Yeniséi Kirghiz, es probable que tengan algunas uniones con el valle del Talas de Turquestán y el alfabeto húngaro antiguo del siglo X. Las palabras generalmente se escriben de derecha a izquierda.

## Orígenes
Según algunas fuentes, la escritura Orjón se deriva de variantes del alfabeto arameo, en particular a través de las escrituras pahlaví y sogdiana, según lo sugerido por Vilhelm Thomsen, o posiblemente a través del kharosthi. (cf. la inscripción en Issyk kurgan).
Otra explicación del origen del alfabeto además de la derivación de los tamgas, que es una posible derivación alternativa de los caracteres chinos, que fue sugerida por Vilhelm Thomsen en 1893. Las inscripciones turcas que datan de otras anteriores a Orjón usaban alrededor de 150 símbolos, lo que puede sugerir que los tamgas primero imitaron la escritura china y luego gradualmente fueron refinando en un alfabeto.
Thomsen (1893) conectó el alfabeto a los informes de las cuentas chinas (Registros del Gran Historiador, volumen 110) de un renegado y dignatario del Estado Yan del siglo II a. C. llamado Zhonghang Yue (chino: 中行 说 , pinyin: Zhōngháng Yuè), que «enseñó al chanyu (los gobernantes del Xiongnu) a escribir cartas oficiales a la corte china en una tableta de madera (chino simplificado: 牍 ; chino tradicional: 牘 ; pinyin: dú) de 31 cm de largo, y usar un sello y una carpeta de gran tamaño». Las mismas fuentes dicen que cuando los Xiongnu anotaron algo o transmitieron un mensaje, no únicamente hicieron cortes en una pieza de madera, sino que también mencionaron un «alfabeto de Hu». En el sitio de enterramiento de Noin-Ula y otros sitios funerarios de Hun en Mongolia y regiones al norte del lago Baikal, los artefactos encontrados exhibieron más de veinte caracteres tallados. La mayoría de estos caracteres son idénticos o muy similares a las letras de los turcos alfabeto de Orjón.
Las fuentes chinas contemporáneas entran en debate sobre si los turcos tenían un lenguaje escrito en el siglo VI. El Libro de Zhou, que data del siglo VII, menciona que los turcos tenían un lenguaje escrito similar al de los sogdianos. Otras dos fuentes, el Libro de Sui y la Historia de las Dinastías del Norte afirman que los turcos no tenían ningún lenguaje escrito.

## Unicode
El bloque Unicode para el antiguo alfabeto turco es U + 10C00 – U + 10C4F. Se agregó al estándar Unicode en octubre de 2009, con el lanzamiento de la versión 5.2. Incluye variantes separadas "orjón" y "yenisei" de caracteres individuales.
A partir de Windows 8, la fuente de Microsoft Segoe soporta esta escritura.
| Old Turkic Official Unicode Consortium code chart (PDF)                             |   |   |   |   |   |   |   |   |   |   |   |   |   |   |   |   |
|                                                                                     | 0 | 1 | 2 | 3 | 4 | 5 | 6 | 7 | 8 | 9 | A | B | C | D | E | F |
| U+10C0x                                                                             | 𐰀 | 𐰁 | 𐰂 | 𐰃 | 𐰄 | 𐰅 | 𐰆 | 𐰇 | 𐰈 | 𐰉 | 𐰊 | 𐰋 | 𐰌 | 𐰍 | 𐰎 | 𐰏 |
| U+10C1x                                                                             | 𐰐 | 𐰑 | 𐰒 | 𐰓 | 𐰔 | 𐰕 | 𐰖 | 𐰗 | 𐰘 | 𐰙 | 𐰚 | 𐰛 | 𐰜 | 𐰝 | 𐰞 | 𐰟 |
| U+10C2x                                                                             | 𐰠 | 𐰡 | 𐰢 | 𐰣 | 𐰤 | 𐰥 | 𐰦 | 𐰧 | 𐰨 | 𐰩 | 𐰪 | 𐰫 | 𐰬 | 𐰭 | 𐰮 | 𐰯 |
| U+10C3x                                                                             | 𐰰 | 𐰱 | 𐰲 | 𐰳 | 𐰴 | 𐰵 | 𐰶 | 𐰷 | 𐰸 | 𐰹 | 𐰺 | 𐰻 | 𐰼 | 𐰽 | 𐰾 | 𐰿 |
| U+10C4x                                                                             | 𐱀 | 𐱁 | 𐱂 | 𐱃 | 𐱄 | 𐱅 | 𐱆 | 𐱇 | 𐱈 |   |   |   |   |   |   |   |
| Notas Desde la versión Unicode 13.0 Las áreas grises indican segmentos no asignados |   |   |   |   |   |   |   |   |   |   |   |   |   |   |   |   |